# Hydrophis
Hydrophis là một chi rắn biển (Elapidae), chúng phân bố truyền thống ở vùng biển Ấn-Úc (Indo-Australia) và các vùng nước ở Đông Nam Á. Hiện hành có 35 loài được ghi nhận trong chi này

## Loài mới
Loài mới nhất được phát hiện là Hydrophis xanthos là loài rắn lạ vàng mới được các nhà khoa học Mỹ tại đại học Chicago phát hiện ở bờ biển Golfo Dulce, Costa Rica. Loài rắn toàn thân màu vàng này chỉ săn mồi vào ban đêm và có những đặc điểm gần giống loài rắn biển bụng vàng. loài rắn mới và rắn bụng vàng sống cách nhau chỉ 22 km.
Chúng có thân nhỏ hơn và phủ màu vàng lóng lánh. Chúng sống ở môi trường khá khắc nghiệt với sóng biển dữ dội và hàm lượng oxy thấp. Để bắt mồi, loài rắn này bơi trên dòng nước và há to miệng. Khi nào có một con cá bơi qua, rắn sẽ tấn công và kết liễu, chúng sống trong khu vực chỉ rộng 320 km2. Ngoài ra, do sống ở vùng ven biển nên rắn vàng rất dễ bị ảnh hưởng nếu nhiệt độ nước biển thay đổi do biến đổi khí hậu.

## Các loài
Chi này có các loài:
- Hydrophis atriceps Günther, 1864
- Hydrophis belcheri (Gray, 1849)
- Hydrophis bituberculatus (Peters, 1872)
- Hydrophis brooki Günther, 1872
- Hydrophis caerulescens (Shaw, 1802)
- Hydrophis cantoris (Günther, 1864)
- Hydrophis coggeri Kharin, 1984
- Hydrophis curtus (Shaw, 1802)
- Hydrophis cyanocinctus (Daudin, 1803)
- Hydrophis czeblukovi Kharin, 1984
- Hydrophis donaldi Ukuwela, Sanders & Fry, 2012
- Hydrophis elegans (Gray, 1842)
- Hydrophis fasciatus (Schneider, 1799)
- Hydrophis gracilis (Shaw, 1802)
- Hydrophis hardwickii Gray, 1834
- Hydrophis hendersoni (Boulenger, 1903)
- Hydrophis inornatus Gray, 1849
- Hydrophis jerdonii Gray, 1849
- Hydrophis kingii (Boulenger, 1896)
- Hydrophis klossi Boulenger, 1912
- Hydrophis laboutei (Rasmussen & Ineich, 2000)
- Hydrophis lamberti (Smith, 1917)
- Hydrophis lapemoides (Gray, 1849)
- Hydrophis macdowelli Kharin, 1983
- Hydrophis major (Shaw, 1802)
- Hydrophis mamillaris (Daudin, 1803)
- Hydrophis melanocephalus (Gray, 1849)
- Hydrophis melanosoma Günther, 1864
- Hydrophis nigrocinctus (Daudin, 1803)
- Hydrophis obscurus Daudin, 1803
- Hydrophis ornatus (Gray, 1842)
- Hydrophis pachycercos Fischer, 1855
- Hydrophis pacificus (Boulenger, 1896)
- Hydrophis parviceps Smith, 1935
- Hydrophis peronii (Duméril, 1853)
- Hydrophis platurus (Linnaeus, 1766)

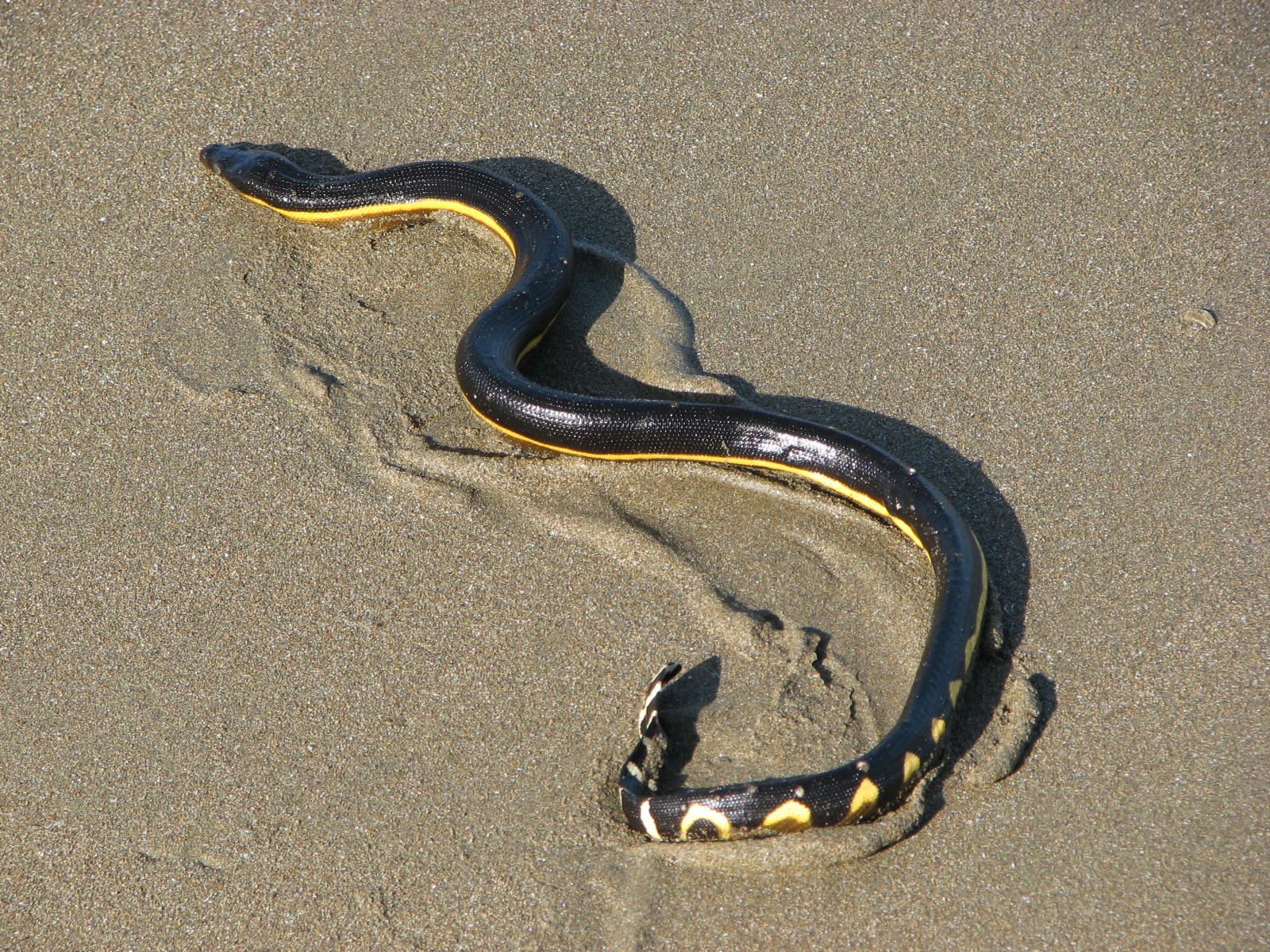
Hydrophis platurus

- Hydrophis schistosus (Daudin, 1803)
- Hydrophis semperi (Garman, 1881)
- Hydrophis sibauensis (Rasmussen, Auliya & Böhme, 2001)
- Hydrophis spiralis (Shaw, 1802)
- Hydrophis stokesii (Gray, 1846)
- Hydrophis stricticollis (Günther, 1864)
- Hydrophis torquatus (Günther, 1864)
- Hydrophis viperinus (Schmidt, 1852)
- Hydrophis vorisi Kharin, 1984
- Hydrophis zweifeli Kharin, 1985